# جرمن ولی (ایلینوی)
جرمن ولی (به انگلیسی: German Valley) یک روستا در ایالات متحده آمریکا است که در ایلینوی واقع شده‌است. جرمن ولی ۱٫۲۵ کیلومتر مربع مساحت و ۴۶۳ نفر جمعیت دارد و ۲۵۰٫۸۵ متر بالاتر از سطح دریا واقع شده‌است.